# 경영수학
경영수학(Business mathematics)은 상업 기업에서 비즈니스 운영을 기록하고 관리하는 데 사용하는 수학이다. 상업 조직은 회계, 재고 관리, 마케팅, 판매 예측 및 재무 분석에 수학을 사용한다.
상거래에서 일반적으로 사용되는 수학에는 기본 산술, 기본 대수, 통계 및 확률이 포함된다. 일부 관리 문제의 경우 미적분학, 행렬 대수학 및 선형 계획법과 같은 고급 수학이 적용될 수 있다.

## 고등학교
상업 수학 또는 소비자 수학이라고도 하는 경영수학은 상업 및 일상 생활에서 사용되는 실용적인 과목 그룹이다. 학교에서는 이러한 과목을 대학 교육을 계획하지 않는 학생들에게 가르치는 경우가 많다. 미국에서는 일반적으로 고등학교와 준학사 학위를 수여하는 학교에서 제공된다. 다른 곳에서는 비즈니스 연구에 포함될 수 있다. 이 과정에서 강조하는 것은 컴퓨팅 기술과 실제 적용에 있으며 실습이 우세하다. 이 과정은 종종 고등학생의 일반 수학 학점을 충족한다.
(미국) 경영수학 과정에는 일반적으로 분수, 소수 및 백분율을 포함한 기본 산술 복습이 포함된다. 실용적인 비즈니스 문제를 해결하는 맥락에서 기본 대수학도 종종 포함된다. 실용적인 응용 프로그램에는 일반적으로 당좌예금, 가격 할인, 마크업 및 마크업, 급여 계산, 단리 및 복리 이자, 소비자 및 기업 신용, 모기지 및 수익이 포함된다.

## 대학교 수준

### 학부생
경영수학은 경영학과 학생이 학부 수준에서 수강한 수학 학점으로 구성된다. 이 과정은 종종 위의 응용 프로그램을 포함하여 다양한 비즈니스 하위 분야를 중심으로 구성되며 일반적으로 이자 계산에 대한 별도의 모듈을 포함한다. 수학은 주로 대수 조작으로 구성된다. 언급한 바와 같이 많은 프로그램이 보다 정교한 수학으로 확장된다. 공통 학점은 비즈니스 미적분학 및 비즈니스 통계이다. 프로그램은 위와 같이 행렬 작업도 다룰 수 있다. 많은 미국 대학에서 경영학과 학생들은 (대신) "유한 수학"을 공부한다. 이 과정은 기본 확률 이론, 선형 프로그래밍 입문, 일부 행렬 이론, 입문 게임 이론을 포함하여 여러 적용 가능한 주제를 결합한 과정이다. 이 과정에는 때때로 높은 수준의 미적분학 치료가 포함된다.
이러한 과정은 비즈니스 세계의 문제에 초점을 맞추고 있기 때문에 강의 계획서는 수학 또는 과학 분야의 표준 과정으로 조정된다. 미적분 과정은 특히 차별화를 강조하여 비용과 수익을 최적화한다. 적분은 비즈니스에서 응용되는 일이 적고(이론적으로는) 비용 및 수익을 집계하는 데 사용되는 비즈니스적 응용이 적고 기술적으로 더 까다롭기 때문에 덜 강조된다. 이와 관련하여 정규 미적분 과정에서 학생들은 삼각 함수를 공부하지만 여기에서는 일반적으로 이 영역을 다루지 않는다. 형식이론은 응용과목이기 때문에 일반과목과 달리 증명이나 파생이 거의 포함되지 않는다. 적용되는 특성과 유사하게 통계 요강이 해당 기사 아래에 설명되어 있다.
경제학 전공자, 특히 해당 분야에서 대학원 공부를 할 계획인 경우 일반 미적분학, 선형 대수학 및 기타 고급 수학 과정, 특히 실제 분석을 수강하는 것이 좋다. 일부 경제학 프로그램은 (대신) "경제학자를 위한 수학" 모듈을 포함하여 위의 "경영수학" 과정과 수학 경제학 및 계량경제학 사이의 연결 고리를 제공한다. 운영 관리, 위험 관리 및 관리 회계 프로그램에는 관련 양적 기술, 일반적으로 회귀 및 위의 선형 프로그래밍뿐만 아니라 기타 최적화 기술 및 다양한 확률 주제에 대한 보충 과정이 유사하게 포함될 수 있다.

### 대학원
대학원 수준에서 일반 관리 및 재무 프로그램에는 해당 연구의 기초가 되는 정량적 주제가 포함되며 종종 적절한 배경을 가진 학생들은 제외된다. 이들은 일반적으로 위 수준의 "관심 수학"과 통계이다. MBA 프로그램은 종종 실습에 중점을 둔 기본 운영 연구(위와 같은 선형 프로그래밍)를 포함하며 "양적 분석"과 같은 주제를 결합할 수 있다. MSF 프로그램은 유사하게 응용/금융 계량경제학을 다룰 수 있다.
경영과학 및 양적 금융과 같은 이 분야의 더 많은 기술 석사는 운영 연구 및 계량 경제학에 대한 더 깊고 이론적인 연구를 수반하고 수학적 최적화 및 확률적 미적분과 같은 고급 주제로 확장된다. 이러한 프로그램은 "경영수학" 자체를 포함하거나 수반하지 않는다.
수학 경제학이 학위 요구 사항이 아닌 경우 대학원 경제학 프로그램에는 종종 (응용) 선형 대수, 다변량 미적분 및 최적화를 다루는 "정량적 기술"이 포함되며 동적 시스템 및 분석이 포함될 수 있다. 그럼에도 불구하고 계량 경제학은 일반적으로 별도의 과정이며 깊이 있게 다루어진다.

## 같이 보기
- 운용과학
- 계량경제학